# Bielerhöhe
Die Bielerhöhe verbindet das Vorarlberger Montafon mit dem Tiroler Paznaun. Die Passhöhe liegt auf 2037 m ü. A. direkt nördlich des Silvretta-Stausees und zur Gänze auf Vorarlberger Gebiet. Die Bielerhöhe ist der höchste anfahrbare Punkt der Silvretta-Hochalpenstraße, einer Mautstraße über die Bielerhöhe, die aufgrund ihrer exponierten Lage im Winter (November bis April) für den normalen Verkehr geschlossen ist. Allerdings erreicht man die Passhöhe dann von Partenen (Vorarlberg) über die Vermuntbahn und einen Tunnel der illwerke vkw AG sowie das letzte Stück der üblichen Passstraße im Rahmen eines Taxidienstes.

## Geografie

### Lage und Landschaft
Die Bielerhöhe liegt auf der Wasserscheide zwischen Rhein und Donau. Die ganze Talung beiderseits der Bielerhöhe wird Vermunt genannt, das Großvermunt und Schweizer Vermunt – beim heutigen Vermuntsee – auf Vorarlberger, das Kleinvermunt auf Tiroler Seite. Erstere bilden das obere Tal der Ill (zum Rhein), in letzterem fließt der Vermuntbach zur Trisanna und dem Inn zu. Die Passhöhe selbst liegt in Vorarlberg. Die Landesgrenze verläuft weiter östlich und über das Zeinisjoch.
Beherrschend liegt an der Bielerhöhe der Silvretta-Stausee, in dem das untere Ochsental, das nach Süden gegen den Piz Buin hin abzweigt, ertrunken ist. Der See wurde, um den Wasserabfluss der Ill zu kontrollieren, aus dem Ochsental bis auf die Passhöhe hinausgezogen. Der See ist in beide Richtungen mit Staumauern gesichert.
Unter Bielerhöhe versteht man sowohl die ganze etwa zwei Kilometer vergleichsweise ebene Passlandschaft zwischen den beiden steilen Anstiegen, als auch die kleine Erhebung an der Nordflanke des Passes (2071,9 m ü. A. ⊙, über sie führt ein Wanderweg), wie auch die Sattelhöhe der Straße selbst (2037 m ü. A.). Die ursprüngliche Bielerhöhe (2021 m ü. A. ⊙) ist ebenfalls unter dem Stauwerk verschwunden.
Nördlich der Bielerhöhe steht die Bielerspitze (2545 m ü. A.) der Vallülagruppe (Nordsilvretta), im Süden Hohes Rad (2934 m ü. A.) und die Lobspitzen (Hintere Lobspitze 2873 m ü. A.), und zwischen den beiden fern, aber beherrschend, das Piz-Buin-Massiv, Silvrettahorn, Schattenspitze und Klostertaler Egghorn.

### Die Ansiedlung Bielerhöhe
Im Bereich der Passhöhe finden sich Gasthöfe und Hotels sowie mit dem Madlenerhaus auch ein Stützpunkt der illwerke vkw. Architektonisch interessant ist der in den Jahren 1991/92 von den Vorarlberger Illwerken errichtete Stützpunkt Bielerhöhe/Silvrettahaus, der auch als Hotel verwendet wird. Das deutlich größere Vorgängerhotel war wegen Unrentabilität geschlossen und im Oktober 1990 gesprengt worden. Das Bergkirchlein Barbarakapelle auf der Bielerhöhe der illwerke vkw stammt aus den Kraftwerksbautätigkeiten der 1960er-Jahre: Es wurde in den Jahren 1965 bis 1967 für die verstorbenen Bauarbeiter der Kraftwerksbauten errichtet, ist der Schutzheiligen der Bergingenieure geweiht und stellt das Gotteshaus der Ansiedlung dar.

## Erschließung

### Silvrettasee
Genau auf der Passhöhe entstand der Silvretta-Stausee, der höchstgelegene der Kraftwerksgruppe Obere Ill-Lünersee. Die Ill entspringt südlich der Passhöhe, in deren Nähe sie gelegentlich auch mal ihre Abflussrichtung änderte, um anstatt in Richtung Westen in den Rhein zuweilen nach Osten in den Inn abzufließen. Der Stausee machte damit ein Ende, er staute nicht nur die Ill; seine zwei Staudämme regeln jetzt auch den Illabfluss eindeutig.
Ursprünglich nur für das Kraftwerk erbaut, hat er sich zu einem beliebten touristischen Ziel entwickelt. Die Seelandschaft ist heute auch ein Fischrevier (Nr. 132). Eine Besonderheit war eine Bootsrundfahrt mit dem Motorboot Silvretta, Europas einzigem regelmäßigen Motorbootverkehr in über 2000 m Seehöhe. Der Bootsverkehr wurde in der Saison 2011 aufgrund eines technischen Defektes eingestellt und seitdem nicht wieder aufgenommen.
Bis zum Bau des große Wasserstandsschwankungen verursachenden Obervermuntwerkes II fror der Silvrettasee im Winter zuverlässig zu, so dass man auf ihm langlaufen oder winterwandern und auf seinem Eis vor Lawinen geschützt zur Wiesbadener Hütte gelangen konnte.

### Passhöhe der Silvretta-Hochalpenstraße
Von den Kraftwerksbauern wurde 1953 zwischen Partenen und Galtür die Silvretta-Hochalpenstraße errichtet. Diese führt an der eigentlichen Passhöhe hoch über diese hinaus, da der Stausee selbige versperrt. Ursprünglich nur Baustraße, ist sie heute ein mautpflichtiger Teil der B/L 188 Paznauner Straße/Montafoner Straße Pians – Bludenz. Damit kam man dem unerwarteten Interesse an der transitverkehrsmäßig unbedeutenden, aber als Tourismusdestination gefragten Route nach.
Auf der Westrampe muss die Straße auf nur drei Kilometer Luftlinie 700 Höhenmeter hin zum Vermuntstausee überwinden. Ermöglicht wurde das, indem die Straße über 25 Kehren auf neun Kilometer gestreckt und die Steigung so auf ein Höchstmaß ebenfalls gestreckt werden konnte. Ab der Staumauer des Vermuntstausees ist dann die Passhöhe über wenige Kehren relativ bequem zu erreichen. Die Ostrampe konnte im Gegensatz zur Westrampe mit nur wenigen Kehren errichtet werden und ist daher auch deutlich einfacher zu befahren.

### Wintersportgebiet Silvretta–Bielerhöhe
An der Bielerhöhe befindet sich auch ein kleines Wintersportgebiet. Es ist auf Entspannungsurlaub als Zielgruppe eingerichtet, verfügt nur über einen kurzen Übungslift (Schlepplift „Silvrettasee“, bis auf 2042 m ü. A.) und einige Kilometer Loipe. Obschon über die Silvrettastraße Wintersperre verhängt wird, ist das Schigebiet zugänglich: Der Zugang erfolgt über die Vermuntbahn Partenen–„Tromenier“ (1731 m ü. A.), und von dort mit Shuttlebus auf der alten, durch Tunnel wintersicheren Baustraße und den Vermuntsee auf die Bielerhöhe. Dadurch hat das Gebiet etwa zwei Kilometer Piste, weil man an die Busstrecke mit Rückfahrtmöglichkeit abfahren kann. Die Golm Silvretta Lünersee Tourismus GmbH, die Betreiberfirma der illwerke vkw AG, bietet beide Liftanlagen und Bus als Erlebnis Silvretta–Bielerhöhe-Ticket an. Von Galtür ist Pistenbulli-Jöring auf die Höhe möglich.
Außerdem bildet das ganze Gebiet das größte Tourengebiet Vorarlbergs, bis tief hinein in die ganze Zentral- und Nordsilvretta. Die Beherbergungsbetriebe sind auf Schitourengeher ausdrücklich eingerichtet und bieten neben Unterkunft auch Umkleidemöglichkeiten und Schließfächer für Tagestouren (Berggasthof Piz Buin). Das ist österreichweit eine Besonderheit, da Tourengeher sonst in Schigebieten meist wenig gern gesehen werden: Golm Silvretta Lünersee Tourismus vermarktet das Gebiet als „Langlauf- und Tourenparadies“.

## Galerie

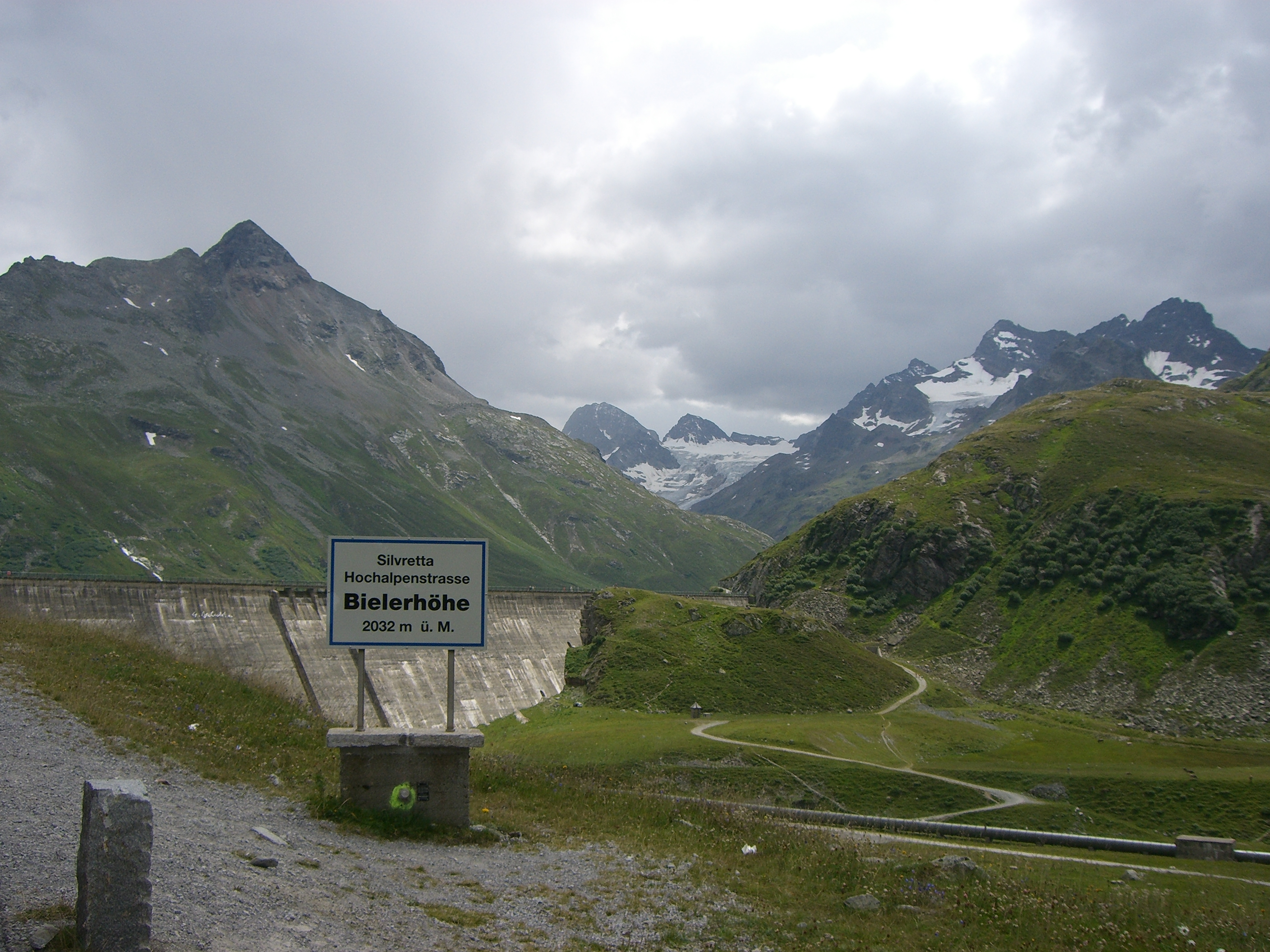
Hinweisschild auf der Bielerhöhe, von Westen kommend, mit der Staumauer, die den alten Talgrund der Vermunter Passhöhe überspannt (der eigentliche Pass war am östlichen Damm)

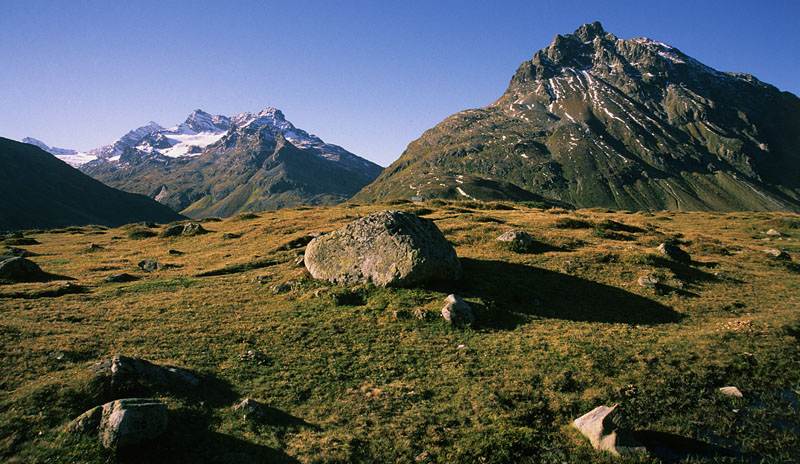
Ein Teil der naturbelassenen Bielerhöhe
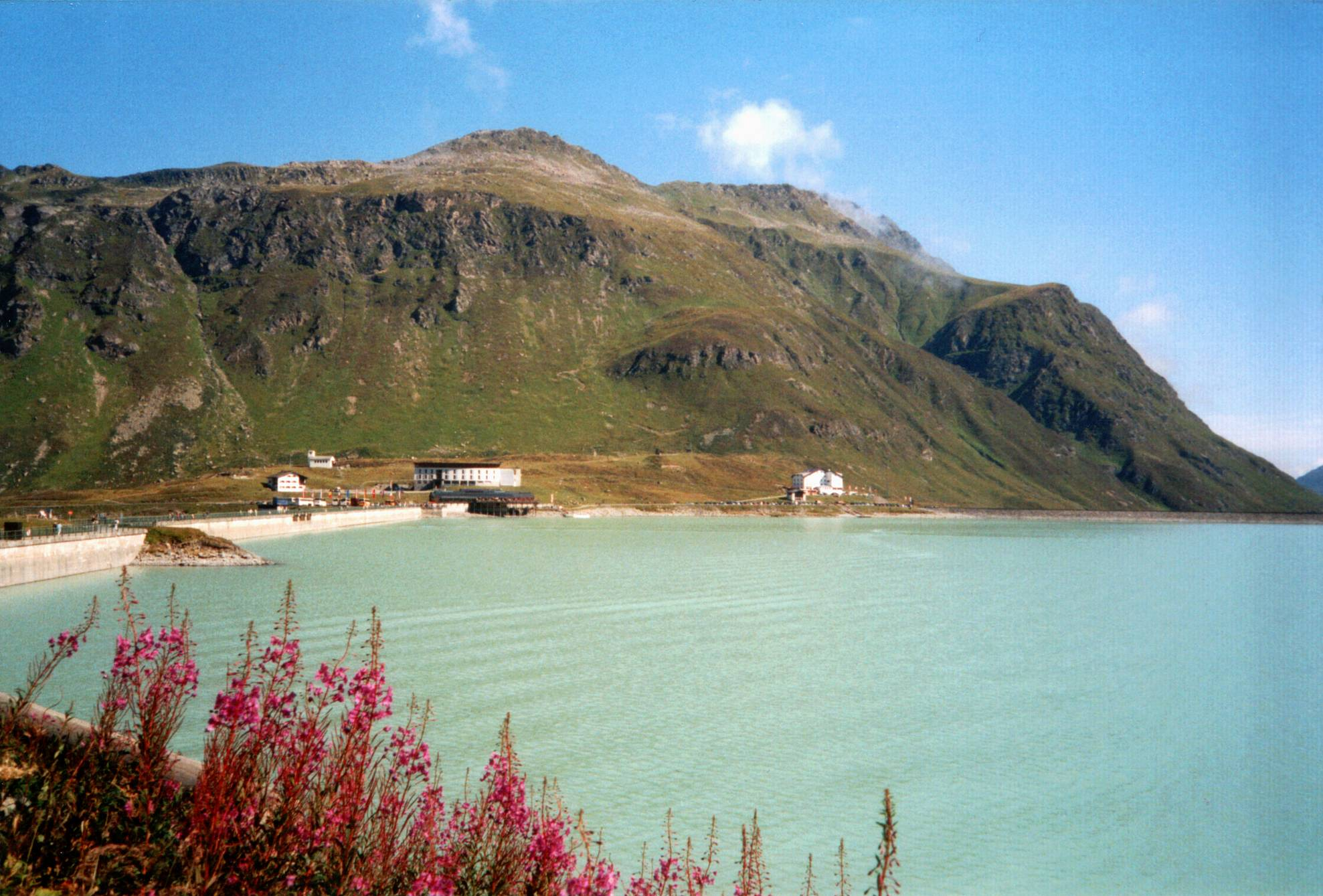
Ostufer des Sees mit der Ansiedlung „Bielerhöhe“
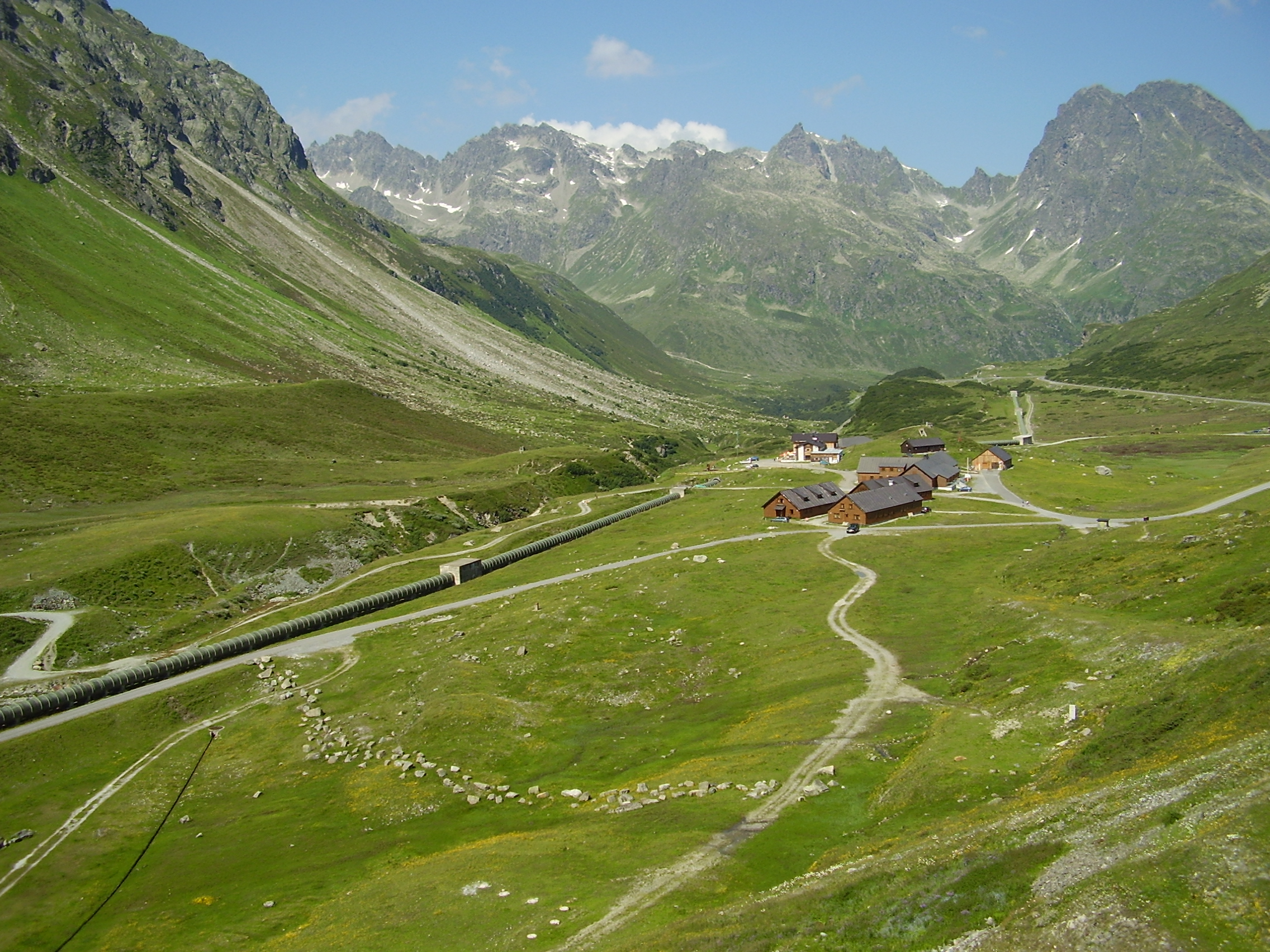
„Vermuntalm/Großvermunt“, Abfluss der Ill nach Westen zum Obervermuntwerk
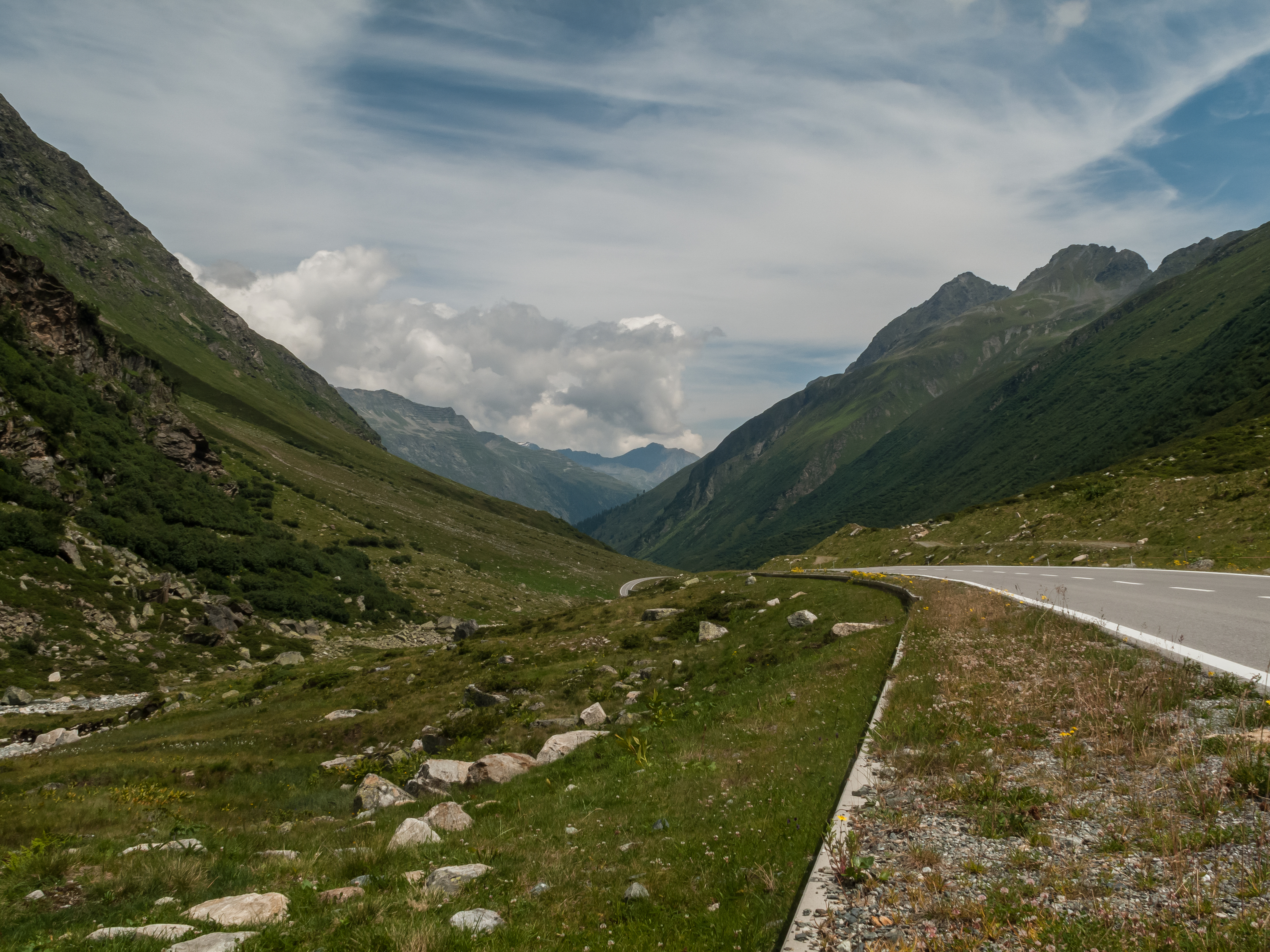
Panorama zwischen Bielerhöhe und Wirl
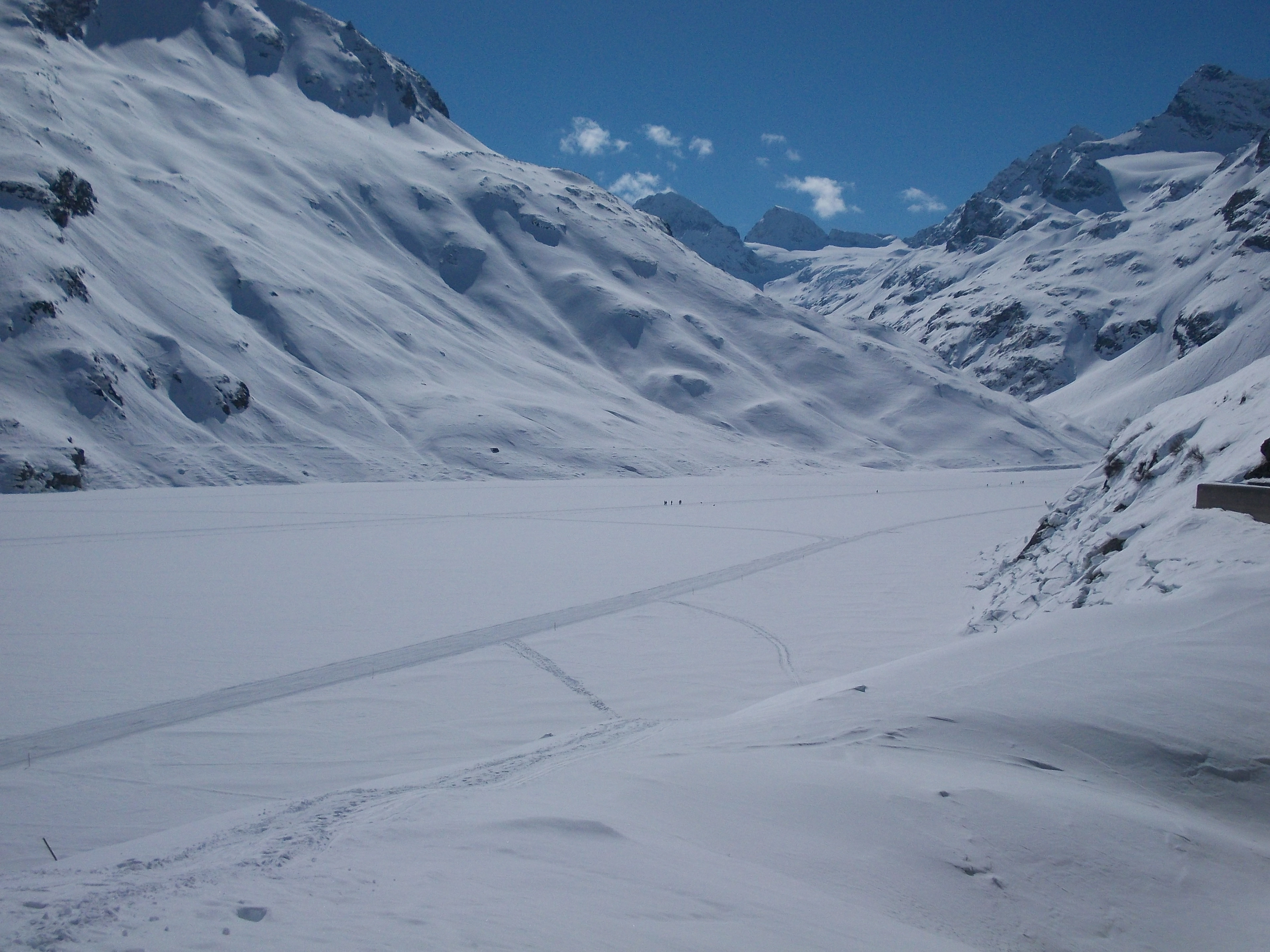
Zugefrorener Silvrettasee mit Loipen vor Inbetriebnahme des Obervermuntwerkes II.